# Бреславец, Татьяна Иосифовна
Татьяна Иосифовна Бреславец (24 апреля 1945 — ноябрь 2024) — советский российский литературовед, востоковед-японист, переводчица

, кандидат филологических наук, профессор Дальневосточного университета.

## Биография
Татьяна Иосифовна Бреславец родилась 24 апреля 1945 года во Владивостоке. В 1964 году поступила на восточное отделение филологического факультета Дальневосточного государственного университета. В 1969 году после окончания университета начала преподавательскую деятельность на кафедре японской филологии. Училась в аспирантуре Института стран Азии и Африки МГУ.
В 1976 году была защищена кандидатская диссертация на тему «Поэтика трёхстиший Мацуо Басё (1644—1694)». С 1978 года — доцент, с 2001 года — профессор по кафедре японской филологии ДВГУ. С 1995 года осуществляет научное руководство аспирантами по специальности «Литература народов Азии и Африки».
Читала курс «История литературы Японии», вела семинары по современному и старояпонскому языку.
Член редколлегии журнала «Известия Восточного института».
Умерла в ноябре 2024 года в возрасте 79 лет.

## Научная деятельность
Основная сфера научных интересов — классическая японская литература от средневековых памятников VIII—X веков до литературы нового времени (XVIII—XIX вв.).
Работы 1970-х — начала 1980-х годов посвящены творчеству японского поэта Мацуо Басё. Ряд статей, диссертация «Поэтика трёхстиший Мацуо Басё (1644—1694)» и монография «Поэзия Мацуо Басё» (1981) рассматривают эстетические взгляды поэта, сопоставляя их с эстетическими идеями предшествующих эпох, анализируют поэтику трёхстиший (хайку) Басё в авторском переводе.
Монография «Очерки японской поэзии IX—XVII веков» (1994) исследует традиционные жанры японской поэзии — танка (пятистишие), рэнга («сцепленные строфы»), хайку (трёхстишие). Анализируется история и теория японского стиха, средства поэтики и их специфика.
Исследование «Горный приют. Творчество Фудзивара Сюндзэй» (2010) помимо общего очерка истории японской литературы (VIII—XII вв.) характеризует наследие Фудзивары Сюндзэя (1114—1204), который был основателем новаторской по своим взглядам поэтической школы, получившей название Микохидари, и основоположником концепции югэн в японской поэзии.
Работа «Прекрасные тени прошлого. Классическая поэзия Японии» (2020) рассказывает о классическом японском стихе танка, анализирует японскую литературную мысль на рубеже XII—XIII веков, опираясь на труды поэта и теоретика поэзии Фудзивара Тэйка.

## Основные работы
- Некоторые аспекты эстетической концепции Басё // Тезисы докладов IV научной конференции по японской филологии. Москва, март 1973 г. М.: Изд-во Моск. ун-та, 1973.
- Японская классическая литература VIII—XIX вв. Поэзия танка, рэнга, хайку. Владивосток: ДВГУ, 1980. 109 с.
- Поэзия Мацуо Басё. М.: Наука, 1981. 152 с.
- Теория японского классического стиха (X—XVII вв.): Учебное пособие. Владивосток: ДВГУ, 1984. 116 с.
- Традиция в японской поэзии: (Классический стих танка). [О книге Фудзивара Тэйка «Прекрасные песни нашего времени»] Владивосток: ДГВУ, 1992. 114 с.
- Очерки японской поэзии IX—XVII веков. М.: Наука; Вост. лит., 1994. 235 с.
- Единение сердец: Японская поэзия «связующих строф». (Серия «Библиотечка японской поэзии»). Владивосток: ДГВУ, 1999. 206 с.
- Письмена ржанок. Деятельность Фудзивара Тэйка. (Серия «Библиотечка японской поэзии»). Владивосток: ДГВУ, 2000. 278 с.
- Ночлег в пути. Стихи и странствия Мацуо Басё. Владивосток: ДВГУ, 2002. 209 с.[1]
- Старописьменный язык традиционной японской литературы: Учебное пособие. Владивосток, 2004. 216 с.
- Литература Японии VIII—X вв.: учебное пособие. Владивосток: ДГВУ, 2005. 220 с.
- Литература модернизма в Японии. Владивосток: Дальнаука, 2007. 251 с.
- Горный приют. Творчество Фудзивара Сюндзэй. Владивосток: ДГВУ, 2010. 228 с.
- Дзэнские идеи русской литературы // Япония и современный мир: литературные связи и типология коллективная монография. Владивосток, 2017. С. 4-43.
- Прекрасные тени прошлого. Классическая поэзия Японии. Владивосток: ДВГУ, 2020. 316 с.[4]